# Marcelo Jara
Marcelo Antonio Jara Valdés (Santiago, Chile, 13 de agosto de 1972) es un exfutbolista y actual entrenador de Deportes Rengo. Jugaba de delantero.

## Trayectoria
Se inició en las divisiones inferiores de Universidad de Chile en 1991 y debutó al año siguiente en el primer equipo, con el cual ganó 2 títulos nacionales. En 1996, pasó a préstamo por un año a la Unión Española, que era dirigido por Nelson Acosta, quien luego partiría a la selección chilena. Un año después, regresó a la Universidad de Chile tras su préstamo en el conjunto hispano, pero terminó siendo relegado a la banca. 
En la temporada 1998, fichó por Deportes Concepción, con el cual disputó a finales de ese año la Liguilla de Copa Libertadores de América, donde fue eliminado por su ex club, la Universidad de Chile. Luego estuvo 4 años en Coquimbo Unido, donde tuvo un buen desempeño, en su estadía en el equipo coquimbano. 
Luego, pasó a la Universidad de Concepción, equipo con el que logró el ascenso y con el que logró disputar tanto la Copa Libertadores de América como la Copa Sudamericana en el 2004. En el 2005 en O'Higgins (equipo que jugaba en la Primera B), donde aparte de poner fin a su carrera futbolística, logró ascender con el equipo rancagüino a la Primera División, a través de la Liguilla de Promoción, tras vencer a Deportes Melipilla (equipo donde estuvo como entrenador, de manera interina años después).

## Selección nacional

### Selección juvenil
Fue nominado a la selección sub-20 para el Sudamericano Sub-20 de 1991, quedando eliminado en primera ronda.

#### Participaciones en sudamericanos
| Torneo                      | Sede      | Resultado    |
| --------------------------- | --------- | ------------ |
| Sudamericano Sub-20 de 1991 | Venezuela | Primera fase |

### Selección adulta
Fue internacional como delantero de la Selección de fútbol de Chile, jugando un partido en 1993 ante Bolivia.

### Partidos internacionales
| 1     | 31 de marzo de 1993 | Estadio Carlos Dittborn, Arica, Chile | Chile      | 2-1 | Bolivia |   |  | Arturo Salah | Amistoso |
| Total | Total               | Total                                 | Presencias | 1   | Goles   | 0 |  |              |          |

| Selección chilena | Selección chilena | Selección chilena |
| Año               | Partidos          | Goles             |
| ----------------- | ----------------- | ----------------- |
| 1993              | 1                 | 0                 |
| Total             | 1                 | 0                 |

## Clubes

### Como jugador
| Club                      | País  | Año       |
| ------------------------- | ----- | --------- |
| Universidad de Chile      | Chile | 1991-1997 |
| → Unión Española (cedido) | Chile | 1996      |
| Deportes Concepción       | Chile | 1998      |
| Coquimbo Unido            | Chile | 1999-2002 |
| Universidad de Concepción | Chile | 2002-2003 |
| Provincial Osorno         | Chile | 2003-2004 |
| O'Higgins                 | Chile | 2004      |

### Como entrenador
| Club                 | País  | Año       |
| -------------------- | ----- | --------- |
| Deportes Melipilla   | Chile | 2007      |
| General Velásquez    | Chile | 2009-2010 |
| Universidad de Chile | Chile | 2020      |
| Rancagua Sur         | Chile | 2023      |
| Deportes Rengo       | Chile | 2023-Act. |

## Palmarés

### Como jugador
| Título           | Club                 | País  | Año  |
| ---------------- | -------------------- | ----- | ---- |
| Primera División | Universidad de Chile | Chile | 1994 |
| Primera División | Universidad de Chile | Chile | 1995 |